# Артаваз (гора)
Гора Артаваз (арм. Արտավազ), также Кёроглы, — одна из вершин центральной части Памбакского хребта (2929 м). Имеет редкую полукруглую форму. Гора сложена нефелиновыми сиенитами. Территория горы объявлена биологическим памятником природы — «Реликтовый цирк на горе Артаваз». У подножия горы находится одноименная деревня Артаваз.